# هياكينث

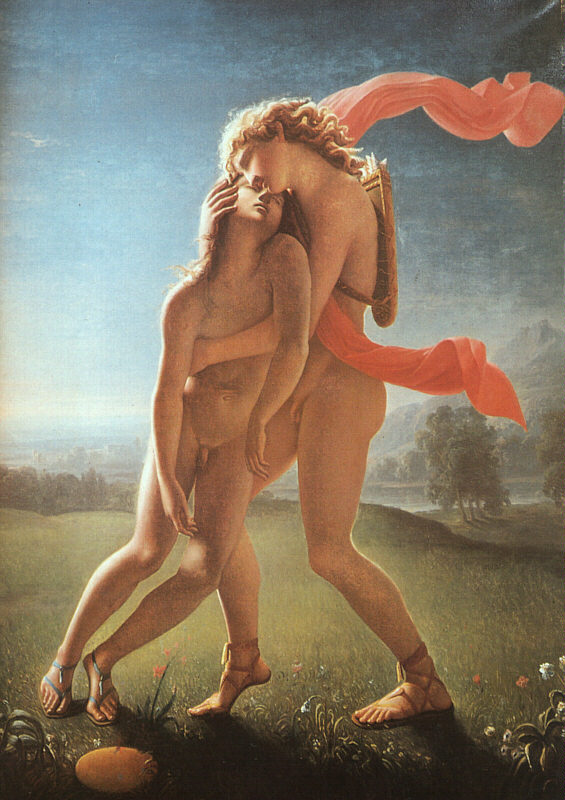
لوحة "موت هياكينثوس" بريشة جان بروك عام 1801

هياكينث أو هياكينثيوس (باليونانية القديمة: Ὑάκινθος) هو بطل إلهي من الميثولوجيا الإغريقية. بحسب الأساطير, كان يتمتع بجمال استثنائي، وهو محبوب من قبل أبولو وزفيروس. قتل من طرف اله الرياح زفيروس الذي كان يشعر بالغيرة من أبولو, لذا قام بإبعاد قرص أبولو الذي أصاب هياكينث في المعبد، مما أدى إلى مقتله. ومن دمه ولدت زهرة تحمل اسمه, و هي زهرة الياقوتية.
تعود طقوسه في أميكلي (بالإنجليزية: Amyclae)‏ الواقعة جنوب غربي أسبرطة للحقبة الموكيانية. تعمل الأساطير الأدبية على الربط بين هياكينث وبين الطقوس المحلية والإشارة إليه مع أبولو. وفقاً للأساطير اليونانية، يُربط هياكينثيوس مع أنساب مختلفة ومع أطراف محلية كأبن كليو وبيريوس وملك مقدونيا أو ملك إيبالوس من أسبرطة أو الملك أميكلاس من أسبرطة،

## وصلات خارجية
- مجموعة مراجع كلاسيكية لهياكينثوس (بالإنجليزية)